# Jarrod Alonge
Jarrod Michael Alonge (nascido em 25 de março, de 1993) é um comediante americano, diretor e músico de Orlando, Florida. Ele é conhecido pelas suas paródias de artistas, subgêneros e estereótipos do rock em geral.
Ele já lançou dois álbuns completos;Beating a Dead Horse e Friendville, ambos alcançaram a posição de número 1 na lista Top Comedy Albums da Billboard. A partir do mês de abril de 2017, seu canal alcançou mais de 190,000 inscritos e mais de 92 milhões de visualizações.

## Carreira
Alonge começou postando vídeos no Youtube, mas que não gerou muito sucesso até o lançamento de Every Metalcore Vocalist e Every Pop punk Vocalist no inverno de 2013 (que na verdade seria o verão americano).
As ideias dos seus primeiros vídeos eram o resultado de experiências que ele teve assistindo shows no ensino médio, falando que as vozes e as personalidades dos vocalistas de Metalcore eram "absolutamente ridículas"
Desde então, ele já lançou esquetes em colaboração com bandas como: Issues, Sleeping With Sirens e We Came As Romans. O humor sarcástico e seu estilo "deadpan" obteve uma certa aclamação. Em 2014, ele ganhou o Kerrang! Award de melhor comediante.
Jarrod lançou de forma independente seu álbum cômico de estreia, Beating a Dead Horse em 26 de maio de 2015, feito em conjunto com o ex-guitarrista do Attack Attack! e atual produtor Johnny Franck. O álbum possui sete bandas fictícias diferentes criadas por Alonge, que satirizam os tropos de vários gêneros dentro da música alternativa, incluindo metalcore, post-hardcore, pop punk, emo, progressive metal, hardcore punk e outros. O álbum foi um sucesso tanto crítico quanto comercial, alcançando o posição 1 na lista Top Comedy Albums da Billboard, e 18 na Top Heatseekers. Em outubro de 2015, Jarrod anunciou o lançamento do Beating a Dead Horse: Deluxe Ultra-Limited Exclusive Undead Edition, o qual adiciona 5 músicas novas, além das 15 faixas originais.
Alonge continuou escrevendo músicas cômicas e lançou o álbum que é uma paródia ao cenário pop punk; Friendville, no dia 1 de abril de 2016. Esse álbum também foi um sucesso crítico e comercial, alcançando 1º lugar na lista Top Comedy Albums, 12º na Top Heatseekers, e a de número 37 na Top Independent Albums, todas da revista Billboard.
Logo depois, no dia 17 de junho de 2016, ele lançou um extended play parodiando o cenário metalcore, chamado Space Zombies EP, o qual abandou um pouco do seu estilo anterior, e satiriza diretamente bandas como The Devil Wears Prada, A Day To remember, Architects e For Today.
Alonge também serviu como repórter da Fearless Records, na Warped Tour de 2015 e 2016, fazendo esquetes com várias bandas presentes, incluindo Blessthefall, PVRIS, August Burns Red, The Word Alive, As It Is, The Color Morale, Wage War e Oceans Ate Alaska. Em novembro de 2015, Jarrod apareceu no Punk Goes Christmas Deluxe Edition junto com August Burns Red, This Wild Life e Being As An Ocean. Em julho de 2016, Alonge entregou o prêmio Most Dedicated Fans Award para a banda The Ghost Inside na Alternative Press Music Awards em Columbus, Ohio.
Em maio de 2017, Jarrod revelou seu novo projeto; CrazyEightyEight, uma banda de post-hardcore (dessa vez sem paródias ou letras cômicas) apresentando
Lauren Babic da Red Handed Denial como a vocalista principal. O EP de estreia do grupo, No Words Spoken, foi lançado no dia 2 de junho de 2017.
O terceiro álbum de Alonge, Awkward & Depressed foi lançado em 28 de julho, sob o nome banda Canadian Softball (uma das bandas falsas de Jarrod do gênero emo).

## Vida pessoal
Alonge estudou biologia na Tennessee Technological University e se graduou com um BS, em 2014, tendo planejado originalmente frequentar uma faculdade de medicina. Ele se auto descreve como um fanático por Star Wars, fazendo inúmeras referências em seus conteúdos tanto musical como em esquetes. Ele atualmente vive em Chattanooga, Tennessee. Ele tem dois gatos de estimação chamados, Bug e Bean.

## Discografia

### Álbuns de estúdio
| Ano  | Álbum                | Posição | Posição   | Posição | Posição      |
| Ano  | Álbum                | US 200  | US Comedy | US Heat | Independente |
| ---- | -------------------- | ------- | --------- | ------- | ------------ |
| 2015 | Beating a Dead Horse | –       | 1         | 18      | –            |
| 2016 | Friendville          | 167     | 1         | 12      | 37           |
| 2017 | Awkward & Depressed  | –       | 1         | 19      | 39           |

### EPs
| Ano  | Extended Plays   |
| ---- | ---------------- |
| 2016 | Space Zombies EP |
| 2017 | Covers, Vol. 1   |
| 2017 | No Words Spoken  |

### Vídeos de música
| Título                             | Do álbum             |
| ---------------------------------- | -------------------- |
| "The Swimmer"                      | Beating a Dead Horse |
| "Save My Life"                     | Beating a Dead Horse |
| "Inconceivable Somatic Defecation" | Beating a Dead Horse |
| "Unbreakable"                      | Beating a Dead Horse |
| "First World Tragedy"              | Beating a Dead Horse |
| "Pit Warrior"                      | Friendville          |
| "Rylo Ken"                         | Friendville          |
| "Friendville"                      | Friendville          |
| "These Borders Don't Trump"        | Space Zombies EP     |
| "Fund Me"                          | Nenhum álbum/Single  |
| "Tommy's Planet"                   | No Words Spoken      |
| "Your Validation"                  | Awkward & Depressed  |
| "Great Again"                      | Awkward & Depressed  |

### Singles e demos
- "I'm So Scene" (2013)
- "Eternity (Literally)" (2014)
- "Pop Punk Pizza Party" (2014)
- "12 Days of a Pop Punk Christmas" (2015)
- "Pubic Apology" (2016)